# ماریا فرانسس
ماریا فرانسس (اسپانیایی: María Francés‎؛ ۲ فوریه ۱۸۸۷ – ۹ دسامبر ۱۹۸۷) بازیگر اهل اسپانیا بود.
از فیلم‌ها یا برنامه‌های تلویزیونی که وی در آن نقش داشته است می‌توان به گاوآهن و دست مردی مرده اشاره کرد.